# Corral-Rubio
Corral-Rubio è un comune spagnolo  situato nella comunità autonoma di Castiglia-La Mancia.